# Furongiense
| Era Eratema | Periodo Sistema | Época Serie                  | Edad Piso                    | Inicio, en millones de años |
| ----------- | --------------- | ---------------------------- | ---------------------------- | --------------------------- |
| Paleozoico  | Pérmico         | Pérmico                      | Pérmico                      | 298,9±0,15                  |
| Paleozoico  | Carbonífero     | Carbonífero                  | Carbonífero                  | 358,86±0,19                 |
| Paleozoico  | Devónico        | Devónico                     | Devónico                     | 419,62±1,36                 |
| Paleozoico  | Silúrico        | Silúrico                     | Silúrico                     | 443,1±0,9                   |
| Paleozoico  | Ordovícico      | Ordovícico                   | Ordovícico                   | 486,8 ±1,5                  |
| Paleozoico  | Cámbrico        | Furongiense Furongiano       | Piso/Edad 10                 | 491,0                       |
| Paleozoico  | Cámbrico        | Furongiense Furongiano       | Jiangshaniense Jiangshaniano | 494,2                       |
| Paleozoico  | Cámbrico        | Furongiense Furongiano       | Paibiense Paibiano           | ~497                        |
| Paleozoico  | Cámbrico        | Miaolingiense Miaolingiano   | Guzhangiense Guzhangiano     | ~500,5                      |
| Paleozoico  | Cámbrico        | Miaolingiense Miaolingiano   | Drumiense Drumiano           | ~504,5                      |
| Paleozoico  | Cámbrico        | Miaolingiense Miaolingiano   | Wuliuense Wuliuano           | ~506,5                      |
| Paleozoico  | Cámbrico        | Serie/Época 2                | Piso/Edad 4                  | 514,5                       |
| Paleozoico  | Cámbrico        | Serie/Época 2                | Piso/Edad 3                  | ~521                        |
| Paleozoico  | Cámbrico        | Terreneuviense Terreneuviano | Piso/Edad 2                  | ~529                        |
| Paleozoico  | Cámbrico        | Terreneuviense Terreneuviano | Fortuniense Fortuniano       | 538,8±0,6                   |

El Furongiense o Furongiano es la cuarta y última serie y época del Cámbrico en la escala temporal geológica. Sucede al Miaolingiense y precede al Ordovícico Inferior (primera serie del Ordovícico). Comienza hace unos 497 millones de años y finaliza hace unos 487 millones de años. Se divide en tres pisos/edades: Paibiense, Jiangshaniense y Piso 10 (todavía sin nombre ni definición formal).

## Nombre
El Furongiense es también se ha conocido como «Serie 4 del Cámbrico», antes de su denominación formal, y por el antiguo término «Cámbrico Superior» y equivalente al término local «Hunaniense». El nombre «Furongiense» fue ratificado por la Comisión Internacional de Estratigrafía en 2003. Furong (芙蓉) significa ‘loto’ en chino, y se refiere a Hunán, que es conocido como el «estado de loto».

## Definición
El límite inferior es el mismo que el GSSP del primer piso de la serie, el Paibiense. Comienza con la primera aparición de la especie de trilobites Glyptagnostus reticulatus. El límite superior es el límite inferior y GSSP del primer piso de la siguiente serie, el Tremadociense del Ordovícico, con la primera aparición del conodonto Iapetognathus fluctivagus.

## Bioestratigrafía
La base de dos de los tres pisos del Furongiense se definen como la primera aparición de un trilobites. La base del Paibiense es la primera aparición de Glyptagnostus reticulatus y la base del Jiangshaniense es la primera aparición de Agnostotes orientalis. El todavía sin nombre Piso 10 podría definirse como la primera aparición del trilobites Lotagnostus americanus o del conodonto Eoconodontus notchpeakensis.